# ناثانيل ماير فون روتشيلد
ناثانيل ماير فون روتشيلد (26 أكتوبر 1836 - 16 يونيو 1905) هو عضو من عائلة روتشيلد المصرفية في النمسا وعرف عنه أنه جامع أعمال الفنية وراعي أعمال.

## حياته
ولد في فيينا وكان الابن الأول لأنسيلم فون روتشيلد (1803-1874) وزوجته شارلوت فون روتشيلد (1807-1859). جده سالومون ماير فون روتشيلد (1774-1855) مواطن من فرانكفورت، وهو الذي أسس بنك فينيسيز إس إم فون روتشيلد المصرفي في عام 1820 الذي أصبح بعد ذلك بنك كريدانستالت على يد والده.
كان من المتوقع أن يتولى ناثانييل -كونه الأكبر سناً- إدارة الأعمال المصرفية النمساوية للعائلة. درس في برون لكنه لم بتوافق مع والده الذي اعتبره مسرفًا وغير مسؤول ماليًا. وبدلاً من الذهاب إلى العمل قضى ناثانيل حياته كشخص اجتماعي حيث بنى القصور وجمع الأعمال الفنية.

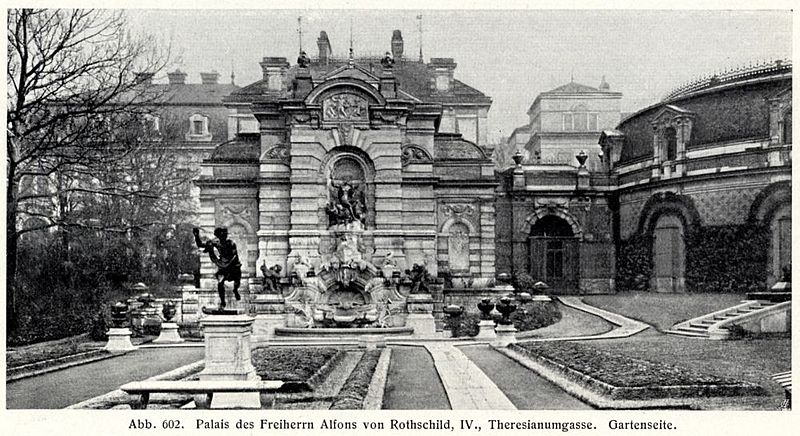
قصر وحدائق ناثانيل روتشيلد

من عام 1872 إلى عام 1884 أقام قصر ناثانييل روتشيلد في فيينا - فيدن بأسلوب الأبنية الفخمة في فيينا المستوحاة من فن العمارة أثناء النهضة الفرنسية. عاش بمفرده في شقة صغيرة بينما كانت معروضاته الفنية معروضة في أجزاء مختلفة من القصر. تضرر القصر بشدة جراء قصف فيينا في الحرب العالمية الثانية وبعد ذلك هدم.
في عام 1880 اشترى قلعة إنزيسفيلد بكامل ممتلكاتها الواسعة من كونت شونبرغ هارتينشتاين. كان لديه أيضًا قصر هنترلايتن في رايهين أو أنديركس الذي تم بنائه على طراز الأبنية في عهد لويس الثالث عشر من عام 1884. أصبح من السهل الوصول إلى منطقة رايهين أو الخلابة من فيينا عن طريق فتح خط السكة الحديدية الجنوبية وتطورت لتصبح ملاذًا شعبيًا للمجتمع الفييني ومع ذلك قضى ناثانييل روتشيلد عامين فقط في قصره قبل أن يضعها تحت تصرف وزارة الحرب لاستخدامها كمنزل نقاهة للمحاربين القدامى.
عند وفاة والده في عام 1874 ورث ناثانيل وشقيقه فرديناند (1839-1898) صاحب وادي وادسدون مانور معظم مجموعة العقارات والأعمال الفنية الخاصة بالعائلة. وتولى الأخ الأصغر ألبرت (1844-1911) أعمال العائلة المصرفية ونجح فيها و أسس لإمبراطورية مالية.
اشتهر ناثانيل بالأعمال والأنشطة الخيرية وكان ذو شعبية كبيرة في أعضاء المجتمع الأرستقراطي في فيينا وهو الأمر الذي ساعد على تحسين صورة الأسرة، وبالتالي أعمالها خارج فيينا, تبرع في عام 1900 بمدرسة ابتدائية وموّل أعمال بلدية أخرى.
توفي ناثانيل أنسيلم فون روتشيلد في عام 1905. تم دفنه في مقبرة فيينا المركزية في فيينا.